# Minanapis palena
Espèce
Minanapis palena est une espèce d'araignées aranéomorphes de la famille des Anapidae.

## Distribution
Cette espèce se rencontre au Chili dans les régions d'Aisén, des Lacs, des Fleuves, d'Araucanie et du Biobío et en Argentine en Terre de Feu,.

## Description
Le mâle holotype mesure 0,83 mm et la femelle paratype 0,85 mm.

## Étymologie
Son nom d'espèce lui a été donné en référence au lieu de sa découverte, la province de Palena.

## Publication originale
- Platnick & Forster, 1989 : A revision of the temperate South American and Australasian spiders of the family Anapidae (Araneae, Araneoidea). Bulletin of the American Museum of Natural History, no 190, p. 1-139 (texte intégral).